# 9 Brygada Piechoty (UHA)
9 Brygada Piechoty – brygada piechoty Ukraińskiej Armii Halickiej.
Została utworzona w kwietniu 1919 z uhnowskiego i bełzkiego odcinka obrony grupy bojowej „Piłnicz” („Północ”), i dlatego była nazywana „Bełzką” lub „Uhnowską”, należąc do I Korpusu UHA. W czerwcu 1919 do Brygady włączono grupę mjr Martynowycza, walczącą wcześniej z bolszewikami w rejonie Husiatyna.
Dowódcami formacji byli: mjr Bohusław Szaszkewycz, kpt. Schmidt, kpt. Dubyliak i kpt. Hazdajka.

## Literatura
- Jeremiasz Ślipiec, Drogi niepodległości – Polska i Ukraina 1918-1921, Warszawa 1999, ISBN 83-11-09038-6.